# Okultacija
Okultácija (ali zakrítje; latinsko occultatio - skrivanje, prikrivanje, tajenje < occultare - skrivati, prikrivati, tajiti) je v astronomiji pojav, ko eno nebesno telo, gledano z Zemlje, zakrije drugega v ozadju.

## Zgledi okultacij
Okultacije so tudi prehodi (tranziti) in mrki (eklipse). Prehodi se nanašajo na primere kadar je bližnje telo navidezno manjše od oddaljenega, kot sta prehod Merkurja ali Venere po Sončevi ploskvi. Mrki pa se v splošnem nanašajo na pojave kjer se eno telo giblje v senci drugega, na primer Lunin ali Sončev mrk, kjer se pri prvem Luna giblje v Zemljini senci, pri drugem pa je navidezni premer Lune enak Sončevemu, tako da Luna v celoti ali delno zatemni Sonce. Vsi trije pojavi so vidna posledica sizigije.
Kadar se pojavi okultacija, se pojavi tudi mrk. V Sončevem mrku se Luna fizično giblje med Zemljo in Soncem, in tako zakrije del ali celoto Sonca. Čeprav ta pojav po navadi imenujemo »mrk«, je izraz zavajujoč, saj Luna ni v Sončevi 'senci', ampak je v okultaciji z njim. Kadar je Luna v okultaciji s Soncem, vrže majhno senco na zemeljsko površje in tako dejansko delno zakrije Zemljo. »Sončev mrk« je tako okultacija Sonca z Luno, videna z Zemlje, in hkrati delni mrk Zemlje z Lunino senco.
Za razliko od Sončevega je »Lunin mrk« pravi mrk, saj se Luna giblje v Zemljino senco. Gledano z Luninega površja se tedaj Zemlja giblje med Luno in Soncem in je v okultaciji s Soncem, kar bi videl morebitni tamkajšnji opazovalec. Posledica vsakega mrka je tako tudi okultacija.

## Okultacije z Luno
Največkrat se pojem okultacije uporablja za relativno pogoste dogodke, ko Luna pri svojem kroženju okoli Zemlje zakrije kakšno svetlo zvezdo. Ker Luna nima atmosfere in ker zvezde nimajo znatne kotne velikosti, zvezda izgine ali se pojavi v trenutku na Luninem robu. Še posebej so zanimivi za opazovanje primeri, ko se zvezda pojavi na temnem robu, saj ni bleščanja, in je pojav lažje in natančneje opazovati.
Lunina tirnica je nagnjena glede na ravnino ekliptike, tako da je lahko vsaka zvezda z ekliptično širino β manjšo od 6,5 stopinj v okultaciji z Luno. Takšne zvezde z navideznim sijem do 1m, ki so dovolj blizu elkliptike, so: Regul, Spika in Antares. Zakrijejo jih lahko Luna ali drugi planeti. Trenutno je možna okultacija z Aldebaranom le z Luno, saj so planeti navidezno severneje od Aldebarana. Tudi ni možna planetna ali lunarna akulatcija Poluksa. V daljni prihodnosti bodo takšne okultacije možne, kot so že bile v daljni preteklosti.
Najpomembnejše in najbolj dinamične so okultacije kadar Luna le oplazi zvezdo. Natančno stalno določajo trenutke lunarnih okultacij večinoma ljubiteljski astronomi. Lunarne okultacije z natančnostjo do nekaj desetin sekunde so pomembne pri raziskovanju Luninega površja. Okultacija zvezde, ki jo prekrije temni Lunin rob, pomaga razkriti obliko posameznih gora na Luni. Z natančnimi meritvami je možno določiti kotni premer zvezde. S fotoelektrično analizo lunarnih okultacij so za nekatere zvezde odkrili da so zelo tesne navidezne ali spektroskopske dvojnice. Z zgodnjimi raziskavami radijske astronomije so okrili lunarne okultacije radijskih virov, ki so pomembne za določevanje njihovih natančnih leg, saj je dolga valovna dolžina radijskih valov omejila razpoložljivo ločljivost z neposrednim opazovanjem. Leta 1964 so z lunino okultacijo meglice Rakovice, ugotovili da gre za močan rentgenski vir.
Večkrat v letu je moč z Zemlje opazovati okultacijo Lune s planetom. Ker imajo planeti veliko večje kotne velikosti kot zvezde, bo na ozkem področju na Zemlji nastopila delna okultacija planeta. Opazovalec v tem ozkem področju lahko opazuje planetov disk, ki ga delno zakriva počasi gibajoča se Luna.
20. januarja 2007 je bila Venera v okultaciji z Luno in pojav je bil viden na južnem delu Afrike. 3. febraurja 2007 je bila vidna okultacija Saturna z Luno.

## Seznam okultacij in prehodov
Navedene so okultacije in prehodi svetlejših zvezd in planetov Osončja med letoma 1800 in 2100.
| dan                | čas (UT) | planet v ospredju | telo v ozadju                  |
| ------------------ | -------- | ----------------- | ------------------------------ |
| 9. december 1802   | 7:36     | Merkur            | Akrab (β Sco)                  |
| 9. december 1808   | 20:34    | Merkur            | Saturn                         |
| 22. december 1810  | 6:32     | Venera            | Nergal (ξ² Sag)                |
| 3. januar 1818     | 21:52    | Venera            | Jupiter                        |
| 11. julij 1825     | 9:10     | Venera            | δ Bika (δ¹ Tau)                |
| 11. julij 1837     | 12:50    | Merkur            | Propus (η Gem)                 |
| 9. maj 1841        | 19:35    | Venera            | Elektra (17 Tau)               |
| 27. september 1843 | 18:00    | Venera            | Zavija (η Vir)                 |
| 16. december 1850  | 11:28    | Merkur            | Kaus Borealis (λ Sag)          |
| 22. maj 1855       | 5:04     | Venera            | Mebsuta (ε Gem)                |
| 30. junij 1857     | 0:25     | Saturn            | Vasat (δ Gem)                  |
| 5. december 1865   | 14:20    | Merkur            | Kaus Borealis (λ Sag)          |
| 28. februar 1876   | 5:13     | Jupiter           | Akrab (β Sco)                  |
| 7. junij 1881      | 20:54    | Merkur            | Mebsuta (ε Gem)                |
| 9. december 1906   | 17:40    | Venera            | Akrab (β Sco)                  |
| 27. julij 1910     | 2:53     | Venera            | Propus (η Gem)                 |
| 10. junij 1940     | 2:21     | Merkur            | Mebsuta (ε Gem)                |
| 25. oktober 1947   | 1:45     | Venera            | Zuben el genub (α Lib)         |
| 7. julij 1959      | 14:30    | Venera            | Regul (α Leo)                  |
| 27. september 1965 | 15:31    | Merkur            | Eta Virginis                   |
| 13. maj 1971       | 20:00    | Jupiter           | Akrab (β Sco) (obe komponenti) |
| 8. april 1976      | 1:00     | Mars              | Mebsuta (ε Gem)                |
| 17. november 1981  | 14:27    | Venera            | Nunki (σ Sgr)                  |
| 19. november 1984  | 1:32     | Venera            | Kaus Borealis (λ Sag)          |
| 17. februar 2035   | 15:19    | Venera            | Albaldah (π Sag)               |
| 11. oktober 2044   | 22:00    | Venera            | Regul (α Leo)                  |
| 23. februar 2046   | 19:24    | Venera            | Kapa (ρ¹ Sag)                  |
| 10. november 2052  | 7:20     | Merkur            | Zuben el genub (α Lib)         |
| 22. november 2065  | 12:45    | Venera            | Jupiter                        |
| 15. julij 2067     | 11:56    | Merkur            | Neptun                         |
| 3. oktober 2078    | 22:00    | Mars              | Imad (θ Oph)                   |
| 11. avgust 2079    | 1:30     | Merkur            | Mars                           |
| 27. oktober 2088   | 13:43    | Merkur            | Jupiter                        |
| 7. april 2094      | 10:48    | Merkur            | Jupiter                        |